# A645 (Frankrijk)
De Autoroute 645 (ook wel Bretelle du Val-d'Aran genoemd) is een autosnelweg in Frankrijk. De snelweg is afrit 17 van de A64. Hij ligt precies tussen Pau en Toulouse in.